# Чемпионат Европы по лёгкой атлетике 2014 — эстафета 4×400 метров (женщины)
Соревнования в эстафете 4×400 метров у женщин на чемпионате Европы по лёгкой атлетике в Цюрихе прошли 16—17 августа 2014 года на стадионе «Летцигрунд». К соревнованиям были допущены 16 сильнейших сборных, определявшиеся по сумме двух лучших результатов, показанных с 1 января 2013 года по 27 июля 2014 года.

## Рекорды
До начала соревнований действующими были следующие рекорды.
| Мировой рекорд                   | СССР · Татьяна Ледовская · Ольга Назарова · Мария Пинигина · Ольга Брызгина | 3.15,17 | Сеул, Южная Корея         | 1 октября 1988  |
| Рекорд Европы                    | СССР · Татьяна Ледовская · Ольга Назарова · Мария Пинигина · Ольга Брызгина | 3.15,17 | Сеул, Южная Корея         | 1 октября 1988  |
| Рекорд чемпионатов Европы        | ГДР · Кирстен Эммельман · Сабине Буш · Петра Мюллер · Марита Кох            | 3.16,87 | Штутгарт, ФРГ             | 31 августа 1986 |
| Лучший результат сезона в мире   | США · Диди Троттер · Саня Ричардс-Росс · Наташа Хастингс · Джоанна Эткинс   | 3.21,73 | Нассау, Багамские Острова | 25 мая 2014     |
| Лучший результат сезона в Европе | Франция · Мари Гайо · Ленора Гюйон-Фирмен · Агнес Рааролаи · Флория Гей     | 3.25,84 | Нассау, Багамские Острова | 25 мая 2014     |

## Расписание
| Дата            | Время | Раунд соревнований     |
| --------------- | ----- | ---------------------- |
| 16 августа 2014 | 16:20 | Предварительные забеги |
| 17 августа 2014 | 15:22 | Финал                  |

Время местное (UTC+2)

## Медалисты
| Золото                                                                                               | Серебро                                                                                                   | Бронза |
| Франция · Мари Гайо · Мюриель Юрти · Агнес Рааролаи · Флория Гей · Эстель Перроссье · Фара Анашарсис | Украина · Наталья Пигида · Кристина Стуй · Анна Рыжикова · Ольга Земляк · Дарина Приступа · Ольга Ляховая | Великобритания · Эйлид Чайлд · Келли Масси · Шейна Кокс · Маргарет Адеойе · Эмили Даймонд · Виктория Охуруогу |

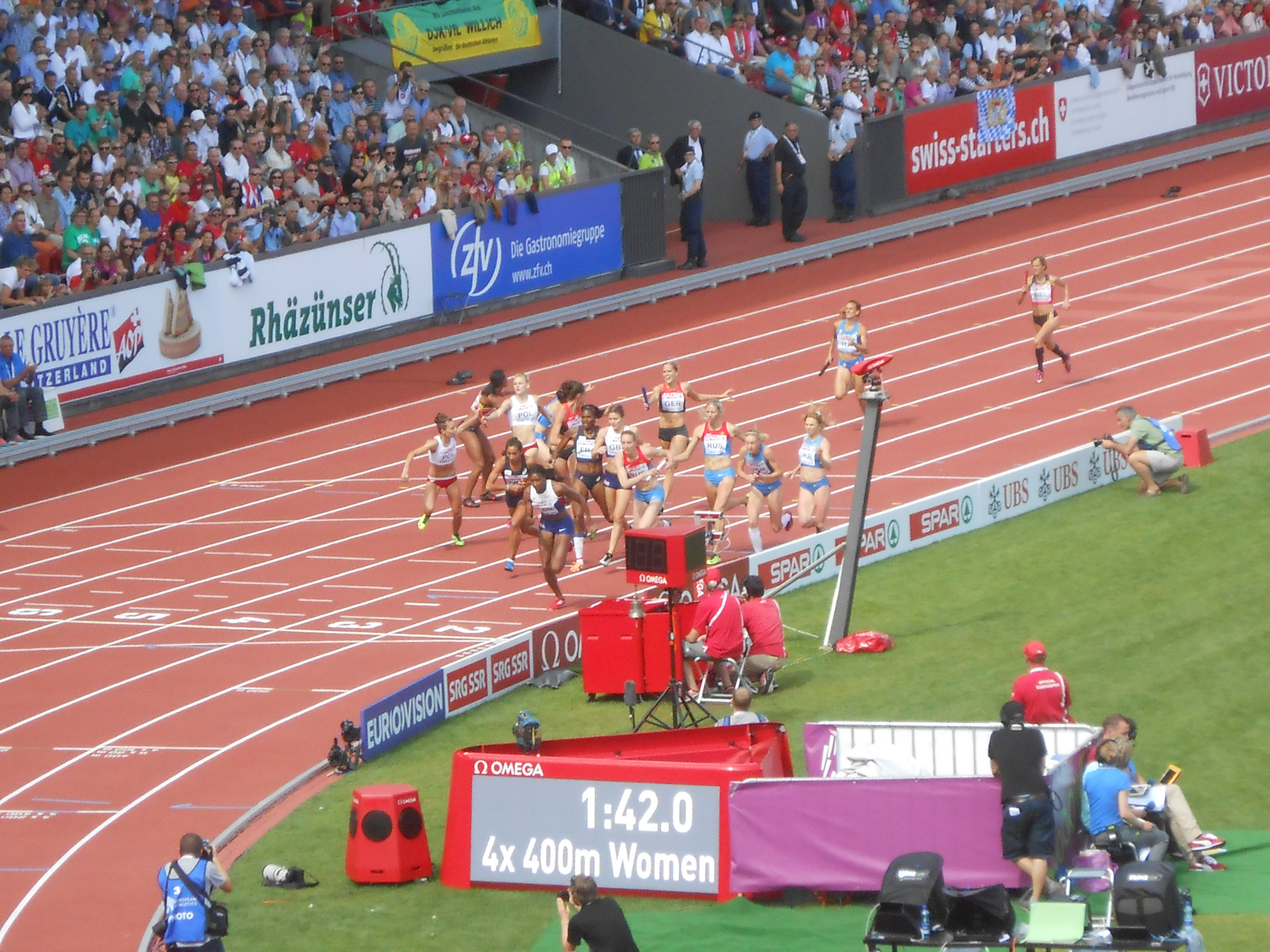
Финал. Передача эстафеты со второго на третий этап

Курсивом выделены участники, выступавшие только в предварительных забегах

## Результаты
Обозначения: Q — Автоматическая квалификация | q — Квалификация по показанному результату | WR — Мировой рекорд | ER — Рекорд Европы | CR — Рекорд чемпионатов Европы | NR — Национальный рекорд | NUR — Национальный рекорд среди молодёжи | WL — Лучший результат сезона в мире | EL — Лучший результат сезона в Европе | PB — Личный рекорд | SB — Лучший результат в сезоне | DNS — Не стартовал | DNF — Не финишировал | DQ — Дисквалифицирован

### Предварительные забеги
Квалификация: первые 3 команды в каждом забеге (Q) плюс 2 лучших по времени (q) проходили в финал.
| Место | Команда                                                                               | Забег | Результат | Примечания |
| ----- | ------------------------------------------------------------------------------------- | ----- | --------- | ---------- |
| 1     | Украина (Дарина Приступа, Ольга Ляховая, Анна Рыжикова, Кристина Стуй)                | 1     | 3:28.18   | Q          |
| 2     | Россия (Мария Михайлюк, Татьяна Вешкурова, Татьяна Фирова, Ксения Задорина)           | 2     | 3:28.42   | Q, SB      |
| 3     | Великобритания (Эмили Даймонд, Келли Масси, Виктория Охуруогу, Маргарет Адеойе)       | 2     | 3:28.44   | Q          |
| 4     | Франция (Эстель Перроссье, Мюриель Юрти, Фара Анашарсис, Агнес Рааролаи)              | 1     | 3:28.58   | Q          |
| 5     | Польша (Ига Баумгарт, Патриция Выцишкевич, Агата Беднарек, Юстина Свенти)             | 2     | 3:29.79   | Q          |
| 6     | Германия (Рут София Шпельмайер, Лена Шмидт, Янин Линденберг, Лара Хоффман)            | 2     | 3:30.39   | q          |
| 7     | Италия (Мария Бенедикта Чигболу, Мария Энрика Спакка, Елена Бонфанти, Кьяра Баццони)  | 1     | 3:31.31   | Q          |
| 8     | Бельгия (Летиция Либер, Кимберли Эфонье, Оливия Борле, Жюстин Грийе)                  | 1     | 3:32.22   | q          |
| 9     | Румыния (Аделина Пастор, Михаэла Нуну, Анджела Морошану, Бьянка Рэзор)                | 1     | 3:33.84   |            |
| 10    | Португалия (Филипа Мартиньш, Вера Барбоза, Дороте Эвора, Катя Азеведу)                | 1     | 3:35.41   | SB         |
| 11    | Литва (Ева Мисюнайте, Модеста Мораускайте, Эгле Стайшюнайте, Агне Шеркшниене)         | 2     | 3:36.25   |            |
| 12    | Финляндия (Катри Мустола, Элла Рясянен, Санна Аалтонен, Аннийна Лайтинен)             | 1     | 3:36.47   |            |
| 13    | Норвегия (Тара Мари Норум, Трине Мьоланн, Вильде Свортевик, Лине Клостер)             | 2     | 3:36.57   |            |
| 14    | Словакия (Сильвия Шальговичова, Александра Штукова, Андреа Голлейова, Ивета Путалова) | 2     | 3:39.55   |            |
| 15    | Хорватия (Дора Филипович, Мария Хижман, Люция Покос, Кристина Дудек)                  | 2     | 3:42.96   |            |
| 16 !  | Турция (Бирсен Энгин, Тугба Коюнджу, Мелиз Редиф, Мерьем Касап)                       | 1     | 3:48.10   | DQ [a]     |

a  Результат сборной Турции был аннулирован из-за допинговой дисквалификации участницы команды Мелиз Редиф.

### Финал
Финал в эстафете 4×400 метров у женщин состоялся 17 августа 2014 года. После первых двух этапов лидерство с небольшим преимуществом захватила сборная Великобритании. Однако великолепно пробежавшая третий отрезок россиянка Татьяна Фирова свела его на нет и первой отправила на финиш 19-летнюю Екатерину Реньжину. Не уступила Фировой в скорости и украинка Анна Рыжикова, подтянувшая свою сборную вплотную к дуэту лидеров. Таким образом, за круг до финиша на медали претендовали три сборные: Россия, Великобритания и Украина; в секунде позади находилась Франция. На финишную прямую первой выбежала серебряная призёрка чемпионата в индивидуальном беге на один круг Ольга Земляк, за ней — державшаяся из последних сил Реньжина, британка Маргарет Адеойе и сократившая разрыв Флория Гей из Франции. За 50 метров до финишной черты преимущество Украины было ощутимым, но оно было перечёркнуто феноменальным финишным рывком Гей, доли секунды вырвавшей в борьбе за золото буквально на заключительном метре дистанции. Свой этап она пробежала за 49,71 при своём лучшем результате сезона 51,62. Набегавшая Адеойе не смогла повторить подвиг француженки и принесла команде Великобритании только бронзовую медаль. Сборная России второй чемпионат Европы подряд осталась без наград, заняв 4-е место (в 2012 году российские женщины были 6-ми).
| Место | Команда                                                                       | Результат | Примечания |
| ----- | ----------------------------------------------------------------------------- | --------- | ---------- |
| 1     | Франция (Мари Гайо, Мюриель Юрти, Агнес Рааролаи, Флория Гей)                 | 3:24.27   | EL         |
| 2     | Украина (Наталья Пигида, Кристина Стуй, Анна Рыжикова, Ольга Земляк)          | 3:24.32   | SB         |
| 3     | Великобритания (Эйлид Чайлд, Келли Масси, Шейна Кокс, Маргарет Адеойе)        | 3:24.34   | SB         |
| 4     | Россия (Алёна Тамкова, Татьяна Вешкурова, Татьяна Фирова, Екатерина Реньжина) | 3:25.02   | SB         |
| 5     | Польша (Малгожата Голуб, Патриция Выцишкевич, Йоанна Линкевич, Юстина Свенти) | 3:25.73   | SB         |
| 6     | Германия (Эстер Кремер, Кристиана Клопш, Лена Шмидт, Рут София Шпельмайер)    | 3:27.69   | SB         |
| 7     | Италия (Кьяра Баццони, Мария Энрика Спакка, Елена Бонфанти, Либания Гренот)   | 3:28.30   |            |
| 8     | Бельгия (Летиция Либер, Оливия Борле, Кимберли Эфонье, Жюстин Грийе)          | 3:31.82   | SB         |